# Nexus 5X
Nexus 5X — Android-смартфон, що вироблявся компанією LG Electronics, спільно розроблений та реалізований компанією Google у рамках своєї лінійки флагманських пристроїв Nexus. Анонсований 29 вересня 2015 року, він є наступником Nexus 5. Nexus 5X разом з Nexus 6P служив пристроями для запуску пристроїв Android 6.0 Marshmallow, які представили оновлений інтерфейс, покращення продуктивності, покращення інтеграції Google Assistant та інші нові функції. В даний час це один з небагатьох телефонів, який може підключатися до Project Fi (тільки для моделей північноамериканських країн).
4 жовтня 2016 р. Компанія Google представила свого наступника — Google Pixel; того ж дня Nexus 5X було припинено та вилучено з магазину Google.

## Проблеми
Деякі Nexus 5X в ранніх партіях мали жовті екрани, які замінила Google.
Деякі користувачі повідомляли про те, що дисплей має проблеми із сенсорною чутливістю, коли зарядний пристрій підключено.
Багато користувачів повідомили про спонтанні невиправні циклічні перезавантаження (bootloop). Проблема здавалася більш помітною після поновлення до Android 7.0, але користувачі Android 6.0 також повідомили, що постраждали. Не виявлено чіткої закономірності серед постраждалих пристроїв, і жодної заяви, яка визначить постраждалі пристрої, не було зроблено LG. Проте це було визначено як апаратне питання. LG надала гарантійний ремонт і заміни тим, хто зазнав впливу, а деякі клієнти отримали повне відшкодування, чи відремонтували пристрій за власний кошт.